# Río Purén
Río Purén är ett vattendrag i Chile.   Det ligger i regionen Región de la Araucanía, i den södra delen av landet, 500 km söder om huvudstaden Santiago de Chile.
Omgivningen kring Río Purén består till största delen av jordbruksmark. Området är  glesbefolkat, med 8 invånare per kvadratkilometer.